# Farní sbor Českobratrské církve evangelické v Křížlicích
Farní sbor Českobratrské církve evangelické v Křížlicích je sborem Českobratrské církve evangelické v Křížlicích. Sbor spadá pod Liberecký seniorát.
Farářem sboru je Jiří Weinfurter a kurátorem sboru je Jiří Kužel.

## Faráři sboru
- Štěpán Šimko (1783–1785)
- Štěpán Leška (1786–1787)
- Pavel Zelenka (1787–1890)
- Štěpán Leška (1791–1794)
- Štěpán Boleman (1794–1798)
- Jan Molnár (1798–1804)
- Matouš Havlík (1809–1813)
- Jan Molnár (1813–1828)
- Jan M. M. Molnár (1828–1864)
- Bohdan Kutlík (1864–1896)
- František Hrejsa (1896–1902)
- Hugo Samek (1902–1925)
- Jaroslav Sochor (1926–1929)
- Karel Čejka (1929–1940)
- Josef Bohumil Kužel (1941–1956)
- Jan Bedřich Semerádt (1956–1964)
- Luděk Rejchrt (1964–1973)
- Abigail Hudcová (1986–1996)
- Abigail Hudcová (1996–1998)
- Gabriela Horáková (1998–2011)
- Jiří Weinfurter (2011–)